# Władysław Alexander Dering
Władysław Alexander Dering (* 16. März 1903 in Iwankowce; † Juli 1965 in London) war ein polnischer Chirurg und Häftlingsarzt im KZ Auschwitz, wo er die Sterilisierungsexperimente des Lagerarztes Horst Schumann an Häftlingen unterstützte.

## Leben

### Studium, Beruf und Widerstand gegen die deutsche Besetzung Polens
Dering absolvierte an der Medizinischen Universität Warschau ein Medizinstudium, das er 1928 abschloss. Anschließend praktizierte der auf Gynäkologie und Geburtshilfe spezialisierte Chirurg in Warschau, wo er eine Privatpraxis betrieb und Vertragsarzt an einem örtlichen Krankenhaus war.
Nach Beginn des Zweiten Weltkriegs diente er während des sowjetischen Angriffs auf Polen als Militärchirurg in der polnischen Armee. Er geriet in sowjetische Kriegsgefangenschaft, aus der er jedoch entweichen konnte. Danach kehrte er nach Warschau zurück, das nach dem Überfall auf Polen durch die Wehrmacht besetzt war. Dering nahm seine Arzttätigkeit wieder auf und schloss sich der konspirativ agierenden Tajna Armia Polska (dt. Geheime polnische Armee, kurz TAP) an, bei der er den Gesundheitsdienst leitete. Seine Wohnung soll ein konspiratives Zentrum für Widerstandsaktivitäten gewesen sein.
Nach Aufdeckung dieser Untergrundorganisation wurde er am 3. Juli 1940 durch die Gestapo festgenommen und misshandelt.

### Häftlingsarzt im KZ Auschwitz

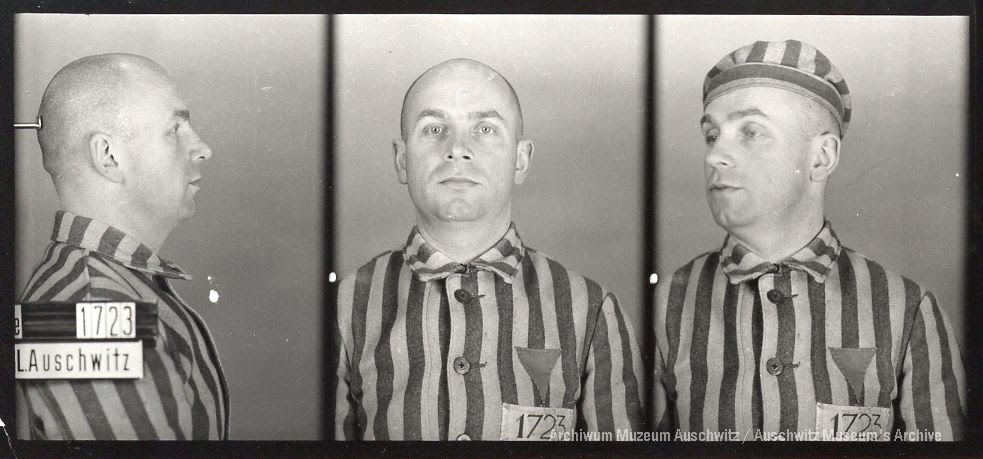
Władysław Alexander Dering 1943 in KZ-Häftlingskleidung

Am 15. August 1940 wurde er aus Warschau mit 1500 weiteren Inhaftierten in das KZ Auschwitz eingewiesen. Aus Angst, als Angehöriger der polnischen Intelligenz ermordet zu werden, verschwieg er seine medizinische Qualifikation. Dering erhielt im Lager die Häftlingsnummer 1.723. Er musste in Auschwitz zunächst Zwangsarbeit verrichten. Im Lager schloss er sich der polnischen Lagerwiderstandsorganisation Vereinigung militärischer Organisationen (pln. Związek Organizacji Wojskowej, kurz ZOW) unter der Leitung Witold Pileckis an. Er war später als Pfleger und schließlich, nach dem Bekanntwerden seiner medizinischen Qualifikation, ab Sommer 1941 als Leiter der chirurgischen Abteilung (Block 21) im Häftlingskrankenbau (HKB) des Stammlagers des KZ Auschwitz tätig. Der bei den Häftlingen und Lagerärzten gleichermaßen anerkannte Mediziner half vielen Landsleuten. Als er von dem Lagerarzt Friedrich Entress einmal die Weisung erhielt, einem Häftling eine Injektion zu verabreichen, spritzte er dem Häftling Phenol ohne zu wissen, um welche Substanz es sich handelte. Als der Häftling nach wenigen Sekunden starb, weigerte er sich, weiterhin Spritzen zu verabreichen. Er wurde nicht bestraft. Dieser von einem überlebenden Häftlingsarzt nach der Befreiung aus dem KZ Auschwitz getätigten Aussage widersprach Dering später, insofern er angab, die Spritze nicht gegeben zu haben.

### Lagerältester im Häftlingskrankenbau und Teilnahme an Menschenversuchen
Nachdem der Lagerälteste des HKB Ludwig Wörl Ende August 1943 in den Bunker des Blocks 11 gesperrt worden war, übernahm Dering auf Weisung des SS-Standortarztes Eduard Wirths dessen Funktion. Normalerweise wurden Ärzte nicht für diesen Posten ausgewählt, doch genoss er aufgrund seines fachlichen Könnens und seines Selbstbewusstseins das Vertrauen der deutschen Lagerärzte. Von den Lagerärzten Carl Clauberg und Horst Schumann wurde er schließlich als fachlich versierter Chirurg zu den Sterilisationsexperimenten an Häftlingen herangezogen und wirkte eifrig an den Menschenversuchen mit. Um einen Nachweis für die Effektivität von Schumanns Sterilisierungen mittels Röntgenstrahlen zu führen, entnahm Dering für pathologische Untersuchungen jüdischen Häftlingen die bestrahlten Hoden und Eierstöcke. Bei den Operationen stellte er Geschwindigkeitsrekorde auf und unterließ dabei schließlich sogar die Sterilisierung des Operationsbestecks. Hermann Langbein, wie auch andere Auschwitzüberlebende, attestierte ihm eine „arrogant antisemitische Einstellung den Opfern gegenüber“. Dering soll einem jüdischen Häftling, der gegen die geplante Entfernung seiner Hoden protestiert hatte, gesagt haben: „Hör auf zu kläffen wie ein Hund, du musst sowieso sterben“. Aus dem Hodensack eines Sterilisationsopfers ließ er sich einen Beutel gerben, den er als Tabakbeutel nutzte und auch stolz Mithäftlingen zeigte. Der Häftlingsarzt Andre Lettich gab nach Ende des Zweiten Weltkrieges folgende Einschätzung zu Dering ab: „Dieser Chirurg operierte mit einer ziemlich großen Brutalität. Die Patienten erhielten eine leichte örtliche Betäubung, ihre Schreie waren entsetzlich zu hören. Oft wurden zwei Keimdrüsen gleichzeitig entnommen. Viele dieser Unglücklichen starben schnell an diesen Operationsfolgen.“ Dering war auch Informant der Politischen Abteilung. Einen ihm missliebigen jüdischen Häftlingsarzt und einen Pfleger ließ er ohne Selektion in die Gaskammer schicken.

### Entlassung aus dem KZ Auschwitz und Kriegsende
Dering beantragte die Aufnahme in die Deutsche Volksliste und wurde  daraufhin im Januar 1944 aus dem KZ Auschwitz entlassen. Dies geschah im Einvernehmen mit der polnischen Lagerwiderstandsbewegung, damit er überleben und künftig Zeugnis über die nationalsozialistischen Völkermorde ablegen könnte. Nach seiner Entlassung wurde er an Claubergs Frauenklinik in Königshütte dienstverpflichtet, wo er ein Jahr bis zum Einmarsch der Roten Armee blieb. Kurz darauf geriet er in sowjetische Internierung, aus der er nach acht Tagen entlassen wurde. Er kehrte nach Warschau zurück.

### Nachkriegszeit – Gesuchter Kriegsverbrecher
Befreundete Auschwitzüberlebende in Warschau warnten ihn vor Ermittlungen, welche ein jüdisches Komitee gegen als Kriegsverbrecher Verdächtigte durchführte. Unter den Gesuchten befand sich auch Dering. Er organisierte sich gefälschte Ausweispapiere mit neuer Identität und bestritt seinen Lebensunterhalt zeitweise als Landarbeiter. Im Sommer 1945 verließ er Polen und schloss sich im Dezember 1945 den Truppen von Władysław Anders an, die zunächst noch in Italien und später in Großbritannien stationiert waren. Er war ab August 1946 im polnischen Militärhospital in Huntington als Geburtshelfer tätig. Schließlich wurde er im Januar 1947 wegen seiner Tätigkeit als Häftlingsarzt verhaftet und im Gefängnis Brixton inhaftiert. Seit 1945 stand er auf der Kriegsverbrecherliste der United Nations War Crimes Commission. In der Tschechoslowakei, Frankreich und Polen wurde er als Kriegsverbrecher gesucht. Nun forderte auch Polen von Großbritannien die Auslieferung Derings. Zuvor hatten bereits Frankreich und die Tschechoslowakei seine Auslieferung beantragt. Ein Kastrationsopfer und Auschwitzüberlebender war Ende August 1948 zur Gegenüberstellung mit Dering vorgeladen worden, konnte ihn aber nicht identifizieren. Daraufhin wurde Dering aufgrund unzureichender Beweislage nicht ausgeliefert und aus der Haft entlassen.

### Arzt im britischen Kolonialdienst und Rückkehr nach Großbritannien
Er wurde nach seiner Entlassung als Arzt in den britischen Kolonien tätig und leitete ein Hospital in Hargeysa (Britisch-Somaliland). Für seinen zehnjährigen Kolonialdienst wurde er 1960 mit dem Orden des British Empire ausgezeichnet, nachdem er bereits zuvor die britische Staatsangehörigkeit erlangt hatte. Nach seiner Rückkehr zog er im Frühjahr 1960 nach Ealing, wo er ein Haus erworben hatte und zusammen mit seiner zweiten Ehefrau und seiner Stieftochter lebte. Seine erste Frau hatte, nachdem sie von seiner Tätigkeit in Auschwitz erfahren hatte, sich bald nach Kriegsende von ihm scheiden lassen. Mit dem ihm bereits aus Warschau bekannten Arzt Jan Gajek betrieb er im Norden Londons eine Praxisgemeinschaft.

### Verleumdungsprozess gegen Uris und andere
Nachdem seine Frau den Roman Exodus von Leon Uris gelesen hatte, in dem Derings Mitwirkung an den Operationen (insbesondere Sterilisationen) in Auschwitz mit einem Satz erwähnt wird, stritt er ihr gegenüber eine Beteiligung an den Menschenversuchen ab. Auf Bitten seiner Frau erhob Dering im Frühjahr 1964 gegen den Autor Uris, den Herausgeber William Kimer Ltd und den Verleger Purnell & Sons (gegen Zahlung von 500 Pfund aus dem Verfahren ausgeschieden) des Romans vor einem Londoner Gericht eine Verleumdungsklage. Uris hatte in seinem Roman Exodus behauptet, dass Dering im KZ Auschwitz 17.000 Operationen durchgeführt habe. Das international beachtete Verfahren Dering v. Uris and Others begann am 13. April 1964. Unter den 22 Zeugen der Verteidigung sagten auch Opfer der Menschenversuche und ehemalige Häftlingsärzte aus. Wichtigste Zeugin der Verteidigung war die ehemalige Häftlingsärztin Adélaïde Hautval, welche die Teilnahme an Menschenversuchen in Auschwitz abgelehnt hatte. Unter den neun Zeugen der Anklage befanden sich neben Dering auch ihm verbundene ehemalige polnische Mithäftlinge. Dering berief sich in dem Verfahren auf Befehlsnotstand, da die Verweigerung der Mitwirkung an den Operationen zu seinem Tod hätten führen können. Letztlich konnten Dering 130 operative Eingriffe an Häftlingen nachgewiesen werden. Daher erhielt er nach 18-tägiger Verhandlung am 6. Mai 1964 formell zwar recht, war aber der moralische Verlierer des Prozesses. Uris wurde zwar zu einer symbolischen Geldstrafe von einem Halfpenny verurteilt, Dering musste aber den Großteil der Verfahrenskosten von umgerechnet 269.000 DM übernehmen.
Im Zuge des 1. Frankfurter Auschwitz-Prozesses wurde Dering am 23. März 1965 in der Deutschen Botschaft in London als Zeuge vernommen. Dering starb im Juli 1965 nach kurzer Krankheit.